# Jan Niemirowicz
Jan Niemirowicz herbu Jastrzębiec (zm. przed 1465 rokiem) – możny bojar litewski w otoczeniu Władysława Warneńczyka i Kazimierza Jagiellończyka, starosta kłecki (1444), marszałek hospodarski (1444), członek rady wielkoksiążęcej (1452).

## Życiorys
Syn Jana Niemiry (koniuszego ks. Witolda, namiestnika połockiego) i jego żony Anny. Miał trzech braci: Andruszkę (Andrzeja) – (dziada Andrzeja, wojewody kijowskiego, hetmana polnego litewskiego), Mikołaja (namiestnika witebskiego, smoleńskiego, lubeckiego, mceńskiego, marszałka królewskiego) i Fedkę (Fedora).
Pierwsza wzmianka o Janie Niemirowiczu pojawia się w źródłach z 1432 roku, gdy jako goniec donosi przebywającemu w Sandomierzu królowi Władysławowi Jagielle o zwycięstwie Zygmunta Kiejstutowicza nad Świdrygiełłą. Wstąpił na służbę króla Władysława Warneńczyka, a być może już wcześniej – u króla Władysława Jagiełły. Za wierną służbę w 1443 roku został obdarowany przez Władysława Warneńczyka wsią Żulin w Koronie, w ziemi chełmskiej. W 1444 roku Jan Niemirowicz posłował wraz ze Stankiem Mordasem do wielkiego mistrza zakonu krzyżackiego.
W latach 40. i 50. XV wieku występował w otoczeniu Kazimierza Jagiellończyka. Świadczył na dokumentach Kazimierza Jagiellończyka (1444, 1449, 1451). Z ramienia Kazimierza Jagiellończyka brał udział w legacjach na sejm piotrkowski (1445–1446). Członek rady wielkoksiążącej – 23 kwietnia 1452 roku uczestniczył w zjeździe w Wilnie wraz z Andrzejem (Andruszką) i Jakubem Niemirowiczami oraz m.in. z kniaziem Iwanem Włodzimierzowiczem, wojewodą wileńskim Jan Gasztołdem, wojewodą trockim Janem Moniwidem, kasztelanem wileńskim Sudywojem Wolimuntowiczem, marszałkiem ziemskim i namiestnikiem nowogrodzkim Piotrem Montygerdowiczem, kasztelanem trockim i namiestnikiem witebskim Piotrem Naczem, namiestnikiem połockim Andrzejem Sakowiczem, Radziwiłłem Ościkowiczem, Janem Gojcewiczem, starostą żmudzkiem Janem Kieżgajłowiczem. W 1453 roku był delegatem z ramienia Litwy na niedoszły sejm w Parczewie. Jeździł też w poselstwie do Wrocławia w sprawie małżeństwa króla z Elżbietą Rakuszanką. Występował jako jeden z posłów i pełnomocników króla Kazimierza Jagiellończyka podczas negocjowania układów przedślubnych między królem polskim a Elżbietą Austriacką.
Za wierną służbę Kazimierzowi Jagiellończykowi Jan Niemirowicz otrzymywał liczne dobra ziemskie m.in. w powiatach drohickim i mielnickim (znaczne i dobrze utrzymane, ufundowano tam dwa kościoły). Do dóbr nadanych Janowi Niemirowiczowi przez Kazimierza Jagiellończyka należał m.in. Ceranów, Kadłuby, Boratyniec (obejmujący Baciki), Dobromyśl koło Klecka (ok. 1450).
Zmarł przed 1465 rokiem.
Z żony Małgorzaty (zm. po 1472 roku) miał dzieci:
- Jakuba Niemirowicza zwanego Szczytem (starostę brzeskiego, marszałka hospodarskiego, członka rady wielkoksiążęcej, namiestnika briańskiego), ożenionego z Opranią Wesztortowicz herbu Sulima
- Katarzynę Niemirowicz zwaną Katarzyną Piotraszkową, drugą żonę Piotra Paszkowicza Strumiłło z Ciechanowca przodka Kiszków herbu Dąbrowa.

Po śmierci Jana Niemirowicza dobra zostały podzielone między jego potomków, a stopniowo przeszły do innych rodzin w drodze dziedziczenia lub sprzedaży, w tym:
- Baciki – do Irzykowiczów (spadkobierców Jana Niemirowicza)
- Śledzianów, w którym Małgorzata Niemirowiczowa lub jej mąż ufundował kaplicę, Bużyski i Chotkowice – do Kosińskich (po Irzykowiczach)
- Ceranów i Kadłuby – do kniaziów Glińskich (spadkobierców Jana Niemirowicza), Gałązkowskich i Maruszewskich.